# Кладбище Сен-Венсан
Кладбище Сен-Венсан (фр. Cimetière Saint-Vincent) — кладбище в парижском квартале Монмартр, было открыто 6 января 1831 года. Это второе кладбище в этом квартале. Кладбище имеет небольшую площадь, на сегодняшний день на нём насчитывается около 900 могил.

## Известные личности, похороненные на кладбище
- Жюль Адлер (1865—1952), художник
- Бор, Гарри (1880—1943), актёр
- Буден, Эжен (1824—1894), художник
- Дюмениль, Рене (1879—1967), музыкальный критик
- Карне, Марсель (1906—1996), кинорежиссёр
- Каррье-Беллёз, Луи-Робер (1848–1913), живописец
- Онеггер, Артюр (1892—1955), композитор
- Стейнлен, Теофиль-Александр (1859—1923), художник
- Морис Утрилло (1883—1955), художник
- Шере, Жюль (1836—1932), художник
- Эме, Марсель (1902—1967), писатель